# Kyšice (Boêmia Central)
Kyšice é uma comunas checa localizada na região da Boêmia Central, distrito de Kladno.